# 道の駅竹田
道の駅竹田（みちのえき たけた）は、大分県竹田市にある国道442号の道の駅である。水の国（みずのくに）という愛称がある。

## 施設
- 駐車場
  - 普通車：70台
  - 大型車：2台
  - 身障者用：1台
- トイレ（いずれも24時間利用可能）
  - 男：大 3器、小 5器
  - 女：4器
  - 身障者用：1器
- 公衆電話
- 公衆FAX
- インフォメーションセンター
- 売店
- レストラン 本格カレー・とり天・唐揚げなどの定食の「善米食堂」
- いちご農園
- 農産物直売所
- 農村商社わかば 事務局

## 休館日
- 12月31日 - 1月1日

## アクセス
- 国道442号 - 登録路線